# Quang học Fourier
Quang học Fourier là một phân ngành của quang học xem xét ánh sáng, hay bức xạ điện từ nói chung, trong tính chất sóng của chúng, dựa trên cơ sở phân tích các sóng trong không-thời gian theo biến đổi Fourier. Môn học này, cũng như phép biến đổi Fourier được đặt tên theo nhà toán học Joseph Fourier.

## Giới thiệu
Quang học sóng sử dụng nguyên lý Huygens-Fresnel để thu được các kết quả như ảnh giao thoa bởi khe Young, hay đĩa Airy. Tính toán chi tiết trong lý thuyết này tương đối phức tạp; thực tế là trong nhiều bài toán, có thể sử dụng các phép gần đúng để giúp đơn giản hóa tính toán. Ví dụ, nhiễu xạ Fraunhofer giả định các vân nhiễu xạ được quan sát rất xa so với nguồn nhiễu xạ.

### Công thức Fraunhofer
Trong phép gần đúng của nhiễu xạ Fraunhofer, biến đổi Fourier xuất hiện trong biểu thức:

{\displaystyle E(x,y,z)\propto {\mathcal {F}}_{\left[{\mathcal {A}}_{i}t\right]}\left(f_{x},f_{y}\right)}

với: 
- {\displaystyle \,E(x,y,z)} là cường độ ánh sáng tại (x,y,z)
- {\displaystyle {\mathcal {F}}} là biến đổi Fourier,
- {\displaystyle {\mathcal {A}}_{i}(X,Y)} là biên độ sóng tới,
- {\displaystyle \,t(X,Y)} là hệ số truyền qua,
- {\displaystyle \,\lambda } là bước sóng của sóng tới,
- {\displaystyle f_{x}={\frac {x}{\lambda z}}} et {\displaystyle f_{y}={\frac {y}{\lambda z}}} là tần số không gian

### Hệ quả
Hệ quả của công thức trên là một sóng phẳng khi đi qua một vật thể nhỏ, sẽ tạo ra ở vô cực, vân nhiễu xạ chính là biến đổi Fourier của hệ số truyền qua của vật thể.

## Quan sát
Nhiễu xạ Fraunhofer chỉ đúng ở vô cực (rất xa nguồn nhiễu xạ). Thay vì phải đi ra rất xa để quan sát, có thể dùng thấu kính hội tụ để thu ảnh ở xa. Có thể chứng minh rằng nhiễu xạ Fraunhofer cũng áp dụng tại mặt phẳng ảnh của thấu kính hội tụ.
Như vậy, có thể quan sát biến đổi Fourier của các vật thể bằng thí nghiệm như sau. Đặt vật thể trước chùm tia sáng song song (sóng phẳng), rồi đặt thấu kính hội tụ sau vật. Tiếp đó đặt màn ảnh tại mặt phẳng ảnh của kính, hình quan sát được chính là biến đổi Fourier của vật thể. Ví dụ như nếu vật thể là một lỗ hình tròn, hình thu được chính là đĩa Airy. Nếu vật thể là các khe thẳng đứng nằm cách đều nhau, biến đổi Fourier quan sát được sẽ là hai chấm sáng nhỏ nằm ngang hai bên trục quang học.

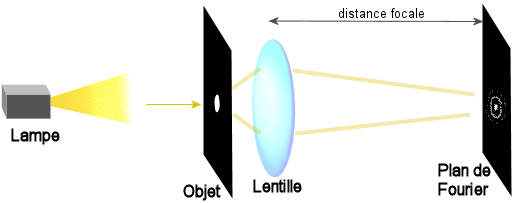
Nhiễu xạ của vật thể tạo ra biến đổi Fourier của nó ở vô cực, hoặc ở mặt phẳng ảnh của thấu kính hội tụ, còn gọi là mặt phẳng Fourier.

Mặt phẳng ảnh của thấu kính hội tụ còn được gọi là mặt phẳng Fourier.

## Tần số không gian
Biến đổi Fourier thường được dùng trong xử lý tín hiệu, như phân tích phổ, của, chẳng hạn, âm thanh. Biến đổi này chuyển sự nghiên cứu về thay đổi của sóng theo thời gian, thành nghiên cứu về tần số. Tần số này còn được gọi là tần số thời gian do liên hệ với thời gian qua biến đổi Fourier.
Trong quang học Fourier, biến đổi Fourier không thực hiện trên trục thời gian mà thực hiện trên các trục không gian, trục X và Y trên mặt phẳng vật thể. Tần số thu được sau biến đổi do đó gọi là tần số không gian.
Có sự tương tự rõ nét giữa tần số không gian và tần số thời gian thông thường. Ví dụ như có thể thu được phổ không gian, giống như phổ thời gian. Trong thí nghiệm trên, chúng ta quan sát phổ không gian trên mặt phẳng ảnh của thấu kính hội tụ. Trung tâm của mặt phẳng tương ứng với tần số thời gian bằng 0; càng ra xa khỏi tâm, chúng ta càng quan sát tần số không gian cao hơn.
Các vật thể có các chi tiết nhỏ bé sẽ tạo ra các tần số không gian cao và quan sát ở xa tâm mặt phẳng ảnh. Các tần số không gian thấp ở gần tâm tương ứng với các cấu trúc lớn của vật thể.
Ví dụ với vật thể là các khe nằm thẳng đứng, nếu thu nhỏ khoảng cách giữa chúng, hai chấm sáng trên mặt phẳng ảnh, biến đổi Fourier của vật thể, sẽ đi ra xa khỏi tâm, tương ứng với tần số không gian cao hơn.

## Ứng dụng
Một ứng dụng quan trọng của quang học Fourier là phép lọc không gian. Trong phương pháp này, phổ không gian của vật thể được tạo ra trên mặt phẳng ảnh của thấu kính, sau đó, một số tần số không gian bị lọc bỏ (bằng cách dùng tấm che tại vị trí tương ứng), phổ đã lọc được dùng để tái tạo ảnh mới của vật thể, thông qua thấu kính hội tụ nằm đằng sau có cùng mặt phẳng ảnh (biến đổi Fourier ngược, do ánh sáng đi từ mặt phẳng ảnh của thấu kính này trở ra).
Ví dụ, nếu muốn tạo ảnh có viền ngoài nét hơn, có thể che bớt phần trung tâm trên mặt phẳng ảnh, chỉ để cho các tần số không gian cao được truyền qua cho việc tái tạo ảnh.
Bản thân phép lọc không gian được ứng dụng trong nhiều ngành khác nhau như chụp đạn đạo, lọc laser,...
Quang học Fourier cũng được dùng trong thí nghiệm Abbe.